# Goerodes brachycerus
Goerodes brachycerus är en nattsländeart som beskrevs av G. Marlier 1953. Goerodes brachycerus ingår i släktet Goerodes och familjen kantrörsnattsländor. Inga underarter finns listade i Catalogue of Life.